# Lampranthus candidus
Lampranthus candidus är en isörtsväxtart som beskrevs av L. Bol. Lampranthus candidus ingår i släktet Lampranthus och familjen isörtsväxter. Inga underarter finns listade i Catalogue of Life.